# Роберт Вине
Роберт Вине (Вроцлав, 27. април 1873 — 17. јул 1938) био је филмски редитељ неме ере немачке кинематографије. Посебно је познат по режији немачког немог филма Кабинет доктора Калигарија и низа других експресионистичких филмова. Вине је такође режирао низ других филмова различитих стилова и жанрова. Након доласка нациста на власт у Немачкој, Вине, који је био јеврејског порекла, је побегао у изгнанство.

## Биографија

### Младост
Роберт Вине је рођен у Вроцлаву, као старији син успешног позоришног глумца Карла Вина. Његов млађи брат Конрад је такође постао глумац, али Роберт Вине је прво студирао право на Универзитету у Берлину. Године 1908. почео је и да глуми, испрва у малим улогама на сцени. Његово прво ангажовање на филму било је 1912, када је написао и (вероватно) режирао Оружје младости.

### Каријера
Винов први филмски допринос био је сценарио за Оружје младости (1912), филм у којем је можда први пут режирао. Године 1914. склопио га је уговор са Берлинер Местер-Филмом, за који је радио као режисер и аутор филмског сценарија у отприлике 30 продукција. Истовремено је био активан са још две велике филмске компаније, Дојче Биоскоп и Винер Саша Филм, као и за неколико мањих компанија. Почев од 1916. радио је у блиској сарадњи са Валтером Туршинским (њих двојица су заједно написали неколико филмских сценарија за то време), као и са Хенијем Портеном, једном од највећих немачких звезда немих филмова, и редитељем и глумцем Рудолфом Бибрахом. Вине је у овом тренутку био компетентан аутор сценарија и режисер, а до 1919. је радио на 18 филмова Хенија Портена, режирајући три.
Године 1919. Вине је помогао у стварању, са Хајнцом Ханусом у Бечу, професионалног удружења филмских редитеља, којим је руководио до 1922. Исте године је започео продукцију за Ериха Померса из берлинског филма на пројекту Кабинет др Калигарија (1919). Призната од стране савремене критике као оличење и полазна тачка експресионистичких филмова, слика, за коју су Карл Мајер и Ханс Јановиц обезбедили филмски сценарио, а Херман Варм, Валтер Рајман и Валтер Рериг сценографију, означила је прекретницу у Винеовој каријери. Вернер Краус је играо улогу лудог лекара др Калигарија, који дању приређује изложбе на сајму и користи свог сомнамбулистичког роба Чезара (којег игра Конрад Вејт) да ноћу почини убиство свог господара. Филм је постигао изузетан успех у јавности, како у Немачкој, тако и у иностранству.
Вине је покушао да понови овај успех годину дана касније са Genuine (1920), заснованом на другом сценарију Карла Мајера. Филм је поново покушао да ухвати егзотични и фантастични свет Калигарија, али није успео ни уметнички ни финансијски. Године 1922. Вине је основао сопствену продукцијску компанију Лионардо-Филм. Његова компанија продуцирала је, између осталих, Die höllische Macht (1922), Raskolnikow (1923), високо хваљено снимање Злочина и казне Достојевског, Der Puppenmacher von Kiang Ning (1923), а исте године и монументални библијски филм I.N.R.I, који је уједно и филмски филм I.N.R.I, представљао је велики број немачких филмских звезда.
Године 1924. Вине се враћа у Аустрију како би преузео режију компаније Винер Пан-Филм, као и да би радио са аутором Лудвигом Нерзом који је тамо имао уговор. Орлачке руке (1924), који је ентузијастично режиран, био је други филм који је снимио у Бечу. Такође за Пан-Филм Вине је режирао Der Rosenkavalier годину дана касније, адаптацију истоимене опере Рихарда Штрауса уз директну сарадњу са композитором и либретистом Хугом фон Хофмансталом и изазвала велико интересовање јавности.
Године 1934. Виене је отишао из Немачке у Будимпешту (Једна ноћ у Венецији, 1934, произведена је и у немачкој и у мађарској верзији), у Лондон 1937. и коначно у Париз. Узалуд је покушавао да заједно са Жаном Коктоом продуцира звучни римејк Калигарија.

### Изгнанство и смрт
Након доласка нациста на власт у Немачкој, Вине, који је био јеврејског порекла, побегао је у изгнанство. Вине се никада није вратио у Немачку, иако је разлог нејасан. Није имао никакве везе са левичарском политиком, и сарађивао је са нацистичким фаворитом Ричардом Штраусом 1925.
Вине је преминуо у Паризу десет дана пре завршетка продукције шпијунског филма Ултиматум, након што је боловао од рака. Филм је завршио Винов пријатељ Роберт Сиодмак. Његова сахрана је била на гробљу Бањо у Паризу, на привременој парцели која је касније рециклирана. Од његовог гроба данас нема ни трага.

### Филмске теме
Био је добар у одржавању мрачнијег расположења и способан да изазове одличне перформансе. Злочин, лудило, идентитет и контрасти између западних и источних култура биле су теме које су га заокупљале током његове каријере; свих њих се позабавио у „Страху” (1917) и „Произвођачу лутака из Кјанг-Нинга” (1923).

## Филмографија
Још увек постоји око 20 од више од 90 филмова у којима је Роберт Вине сарађивао.

### Режисер
- 1912 Die Waffen der Jugend (The Weapons of Youth)
- 1914 Er rechts, sie links (He This Way, She That Way)
- 1915 Die Konservenbraut (The Canned Bride)
- 1915 Der springende Hirsch oder Die Diebe von Günsterburg (The Leaping Stag)
- 1916 Höhen und Tiefen (Highs and Lows)
- 1916 Frau Eva (Mrs. Eva)
- 1916 Der Liebesbrief der Königin (The Queen's Love Letter)
- 1916 Der Sekretär der Königin (The Queen's Secretary)
- 1916 Das wandernde Licht (The Wandering Light)
- 1916 Die Räuberbraut (The Robber Bride)
- 1916 Der Mann im Spiegel (The Man in the Mirror)
- 1916 Lehmanns Brautfahrt (Lehmann's Honeymoon)
- 1917 Das Leben ein Traum (Life Is a Dream)
- 1917 Der standhafte Benjamin (Steadfast Benjamin)
- 1917 Veilchen Nr. 4 (Violet no. 4) {probably director}
- 1917 Furcht (Fear)
- 1920 Das Cabinet des Dr. Caligari (The Cabinet of Dr. Caligari)
- 1920 Die drei Tänze der Mary Wilford (The Three Dances of Mary Wilford)
- 1920 Genuine (Genuine)
- 1920 Die Nacht der Königin Isabeau (The Night of Queen Isabeau)
- 1920 Der Schrecken im Hause Ardon (Panic in the House of Ardon)
- 1921 Die Rache einer Frau (A Woman's Revenge)
- 1922 Die höllische Macht (The Infernal Power)
- 1923 Raskolnikow (Raskolnikow)
- 1923 Der Puppenmacher von Kiang-Ning (The Doll Maker of Kiang-Ning)
- 1923 I.N.R.I. (I.N.R.I.)
- 1924 Orlac’s Hände (The Hands of Orlac)
- 1924 Pension Groonen (Boarding House Groonen)
- 1925 Der Leibgardist (= Der Gardeoffizier) (The Guardsman)
- 1926 Der Rosenkavalier (Der Rosenkavalier)
- 1926 Die Königin vom Moulin Rouge (The Queen of Moulin Rouge)
- 1927 Die Geliebte (The Mistress)
- 1927 Die berühmte Frau (The Famous Woman)
- 1928 Die Frau auf der Folter (The Woman on the Rack)
- 1928 Leontines Ehemänner (Leontine's Husbands)
- 1928 Die grosse Abenteuerin (The Great Adventuress)
- 1928 Unfug der Liebe (Folly of Love)
- 1930 Der Andere (The Other)
- 1930 Le procureur Hallers (The Prosecutor Hallers)
- 1931 Nuits de Venise (co-director Pierre Billon)
- 1931 Der Liebesexpress (The Love Express)
- 1931 Panik in Chicago (Panic in Chicago)
- 1933 Polizeiakte 909 (= Taifun) (Typhoon)
- 1934 Eine Nacht in Venedig (One Night in Venice)
- 1938 Ultimatum (Ultimatum)

### Сценариста
- The Weapons of Youth (1913)
- The Marriage of Luise Rohrbach (1917)
- Frank Hansen's Fortune (1917)
- Imprisoned Soul (1917)
- The Princess of Neutralia (1917)
- Countess Kitchenmaid (1918)
- The Blue Lantern (1918)
- The Ringwall Family (1918)
- Put to the Test (1918)
- Precious Stones (1918)
- The Lady, the Devil and the Model (1918)
- Agnes Arnau and Her Three Suitors (1918)
- The Homecoming of Odysseus (1918)
- Her Sport (1919)
- The Man of Action (1919)
- Victim of Society (1919)
- A Drive into the Blue (1919)
- The Living Dead (1919)
- Ruth's Two Husbands (1919)
- Diamonds (1920)
- Monika Vogelsang (1920)
- The Adventure of Doctor Kircheisen (1921)
- The Power of Darkness (1924)
- The Guardsman (1925)
- Strauss Is Playing Today (1928)
- Typhoon (1933)